# Henotesia macrophthalma
Henotesia macrophthalma är en fjärilsart som beskrevs av Charles Oberthür. Henotesia macrophthalma ingår i släktet Henotesia och familjen praktfjärilar. Inga underarter finns listade i Catalogue of Life.